# Nabakia
Nabakia nebo Nabakevi nebo Bataigvara (abchazsky Набакьиа nebo Баҭаигәара, gruzínsky ნაბაკევი – Nabakevi) je vesnice v Abcházii v okrese Gali. Leží přibližně 15 km jižně od okresního města Gali. Na západě a severozápadě sousedí s Ganachlebem a s První Otobajou, na severu se Sidou, na severovýchodě s Taglanem a na východě a jihu se nachází hranice s Gruzií, za níž se nacházejí obce Churča a Šamgona z kraje Samegrelo – Horní Svanetie, první jmenovaná se nachází ještě na pravém břehu řeky Inguri, druhá už na levém břehu.
Oficiálním názvem obce je Vesnický okrsek Nabakia (rusky Набакевская сельская администрация, abchazsky Набакьиа ақыҭа ахадара). Za časů Sovětského svazu se okrsek jmenoval Nabakevský selsovět (Набакевский сельсовет).
V obci se do roku 2017 nacházel hraniční přechod mezi Abcházií a Gruzií.

## Části obce
Součástí Nabakiji jsou následující části:
- Nabakia / Bataigvara (Набакьиа / Баҭаигәара)
- Zeni (Зени) – gruz. ზენი
- Eceri / Lbaarcha (Еҵери / Лбаарха) – gruz. Eceri (ეწერი)

## Historie
Nabakia resp. Bataigvara se do roku 1952 jmenovala Bagari (გაბარი), poté Nabakevi (ნაბაკევი). V minulosti byla součástí gruzínského historického regionu Samegrelo, od 17. století Samurzakanu. Po vzniku Sovětského svazu byla vesnice součástí Abchazské ASSR a spadala pod okres Gali. Téměř celá populace byla gruzínské národnosti. Selsovět původně zahrnoval i sousední obce Ganachleba a Churča, avšak obě byly osamostatněny a Churča byla úplně vyčleněna z okresu Gali.
Během války v Abcházii v letech 1992–1993 byla obec ovládána gruzínskými vládními jednotkami a po skončení bojů se obyvatelstvo ocitlo pod vládou separatistické Abcházie. Zatímco Gruzie nadále používá název Nabakevi, abchazští separatisté obec přejmenovali na Nabakia a později na Bataigvara.
Dle Moskevských dohod z roku 1994 o klidu zbraní а o rozdělení bojujících stran byla Nabakia resp. Bataigvara začleněna do nárazníkové zóny, kde se o bezpečnost staraly mírové vojenské jednotky SNS v rámci mise UNOMIG. Mírové sbory Abcházii opustily poté, kdy byla v roce 2008 Ruskem uznána nezávislost Abcházie. V obci vznikla ruská vojenská základna a nové malé sídliště pro ruské pohraničníky, hlídající hranici s Gruzií.
Hraniční přechod Abcházie s Gruzií se nacházel na mostě přes potok Churča, a přímo za ním se nachází základna a ubikace pro ruské vojáky. Proto zde docházelo k incidentům. Nejhorším případem byla střelba v Churče na autobusy dne 21. května 2008, kterými se gruzínské obyvatelstvo Nabakie dopravovalo k volbám v Gruzii. Dle očitých svědků ale celý incident byl zinscenován gruzínskými ozbrojenými složkami, neboť ke střelbě došlo z opačné strany než z Abcházie. Po pádu Saakašviliho režimu v Gruzii bylo dokončeno vyšetřování incidentu a dva bývalí gruzínští důstojníci byli v roce 2014 uznáni vinnými z překročení svých pravomocí, avšak byli zproštěni obvinění z terorismu.
V březnu 2017 došlo k uzavření hraničního přechodu z Nabakije do Churči a hranice byla obehnána dvojitým plotem s ostnatými dráty. V lednu 2017 proto došlo k protestům proti tomuto plánovanému uzavření přechodu, který používali místní k dopravě do zaměstnání či za obchodem nebo děti do školy na gruzínské straně, kde bylo k dispozici kvalitnější vzdělání než v abchazských školách.

## Obyvatelstvo
Dle nejnovějšího sčítání lidu z roku 2011 je počet obyvatel této obce 999 a jejich složení následovné:
- 987 Gruzínů (98,8 %)
- 6 Rusů (0,6 %)
- 5 Abchazů (0,5 %)
- 1 Pontský Řek (0,1 %)

Před válkou v Abcházii žilo v obci 834 obyvatel, v celém Nabakevském selsovětu 2067 obyvatel.